# Chiaiano
Chiaiano ist der 22. von den 30 Stadtteilen (Quartieri) der süditalienischen Hafenstadt Neapel. Er gehört zur nordwestlichen Peripherie von Neapel.

## Geographie und Demographie
Chiaiano ist 9,67 Quadratkilometer groß und hatte im Jahr 2009 22.540 Einwohner.